# Danegæld
Danegæld var den skat, som fremmede områder betalte til danske vikingekonger for ikke at blive overfaldet og plyndret.
Befolkningen i England og Frankrig betalte, men givetvis har landene omkring Østersøen også betalt danegæld til den danske konge frem til Svend Estridsen, som Adam af Bremen antyder. Det første eksempel findes i 991, hvor Ethelred 2. den Rådvilde betalte 10.000 romerske pund (3.300 kg) sølv til en invaderende vikingehær for at stoppe deres plyndringer, efter et nederlag under slaget ved Maldon.
Betaling af danegæld er omtalt på de såkaldte englandsstenene, der er rejst i Skandinavien og Nordtyskland, dog ikke i Danmark. 